# Oberzaunsbach
Oberzaunsbach ist ein Gemeindeteil des Marktes Pretzfeld im Landkreis Forchheim (Oberfranken, Bayern).

## Geografie

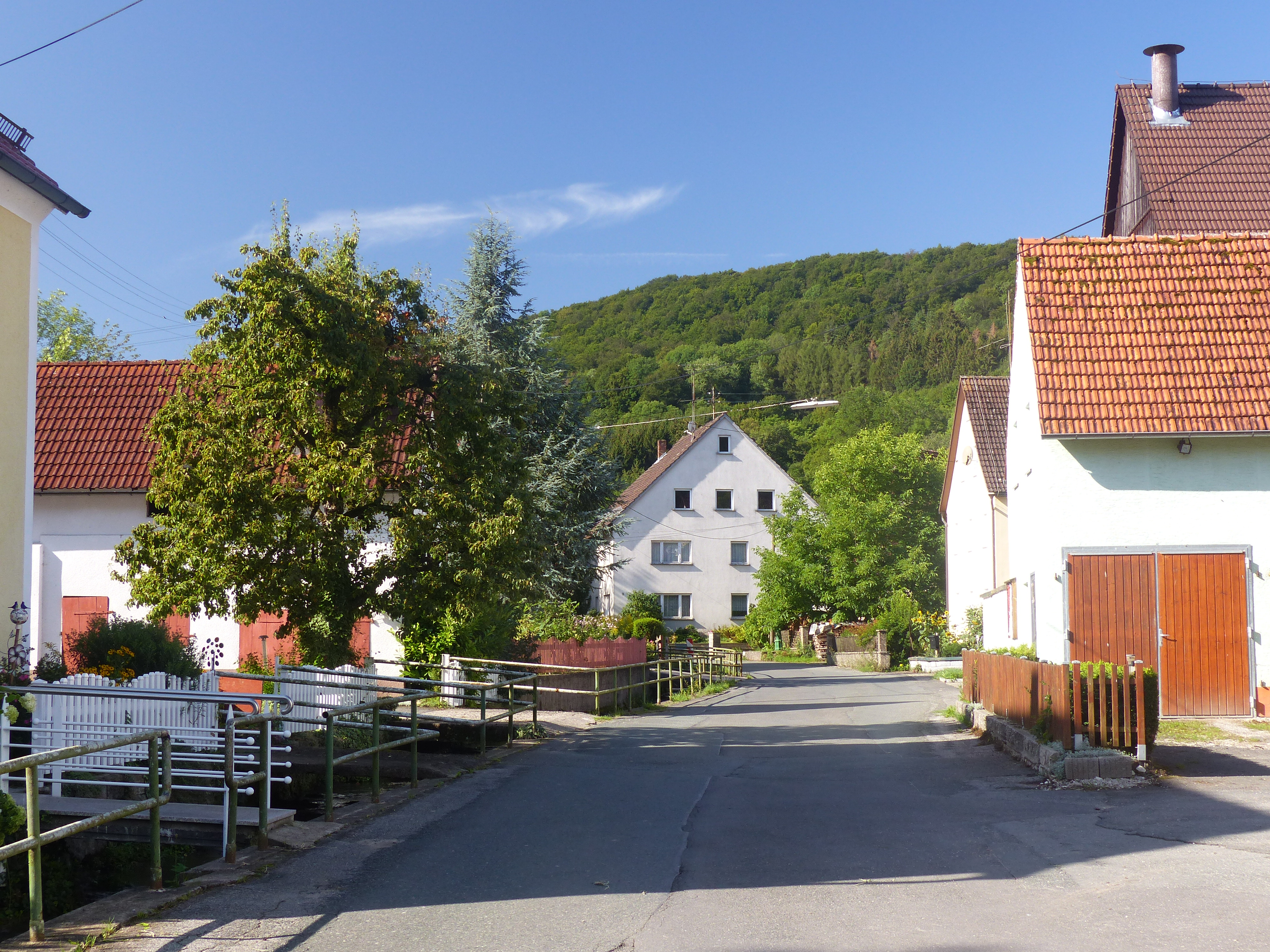
Pretzfelder Gemeindeteil Oberzaunsbach

Das im Westen der Wiesentalb gelegene Dorf befindet sich etwa zweieinhalb Kilometer ostsüdöstlich des Ortszentrums von Pretzfeld auf einer Höhe von 325 m ü. NHN.

## Geschichte
Bis zum Beginn des 19. Jahrhunderts unterstand Oberzaunsbach der Landeshoheit der Reichsstadt Nürnberg. Die Hochgerichtsbarkeit nahm das zum Hochstift Bamberg gehörende Amt Ebermannstadt in seiner Rolle als Centamt wahr. Oberzaunsbach wurde 1806 bayerisch, nachdem die Reichsstadt Nürnberg unter Bruch der Reichsverfassung vom Königreich Bayern annektiert worden war. Damit wurde das Dorf Bestandteil der bei der „napoleonischen Flurbereinigung“ in Besitz genommenen neubayerischen Gebiete, was im Juli 1806 mit der Rheinbundakte nachträglich legalisiert wurde.
Durch die Verwaltungsreformen zu Beginn des 19. Jahrhunderts im Königreich Bayern wurde Oberzaunsbach mit dem Zweiten Gemeindeedikt 1818 Bestandteil der Ruralgemeinde Zaunsbach, zu der auch die beiden Dörfer Schweinthal und Unterzaunsbach gehörten. Mit der Gebietsreform wurde die Gemeinde Zaunsbach am 1. Mai 1978 aufgeteilt: Oberzaunsbach wurde zusammen mit Unterzaunsbach in den Markt Pretzfeld eingegliedert, Schweinthal nach Egloffstein eingemeindet. Im Jahr 1987 hatte Oberzaunsbach 68 Einwohner.

## Verkehr
Die in Unterzaunsbach von der Staatsstraße St 2260 abzweigende Kreisstraße FO 6 durchquert den Ort und führt weiter nach Hundshaupten auf dem Hochplateau der Nördlichen Frankenalb. Eine Gemeindeverbindungsstraße mündet gegenüber dem Egloffsteiner Ortsteil Schweinthal in die St 2260 ein. Der ÖPNV bedient das Dorf an einer Haltestelle der Buslinie 235. Der nächstgelegene Bahnhof der Wiesenttalbahn befindet sich in Pretzfeld.